# Joana Maria Escartín Bisbal
Joana Maria Escartín Bisbal (Palma, 1968 - Ib., 30 de maig 2024) va ser una historiadora mallorquina.
Es va llicenciar en història a la Universitat de les Illes Balears (1992). Es va especialitzar en l'estudi de la industrialització rural a Mallorca. A partir de 1996 va ser docent a la Universitat de les Illes Balears. El 1999 va obtenir el doctorat en història a la UIB. Les seves línies de treball han estat el desenvolupament econòmic, la dona en el mercat de treball, els processos d'emigració, les condicions de vida i la història industrial dels segles XIX i XX. Ha publicat nombrosos articles a revistes especialitzades, Va col·laborar amb la Gran Enciclopèdia de Mallorca en temes d'història econòmica. Premi Ciutat de Palma d'Investigació el 1992. Va ser membre del Consell de Redacció de la revista Estudis d'Història Econòmica.

## Obres
- El procés d'industrialització a Esporles, 1830-1960. Esporles: Ajuntament d'Esporles, 1991.
- El sector de la madera y el mueble en Baleares. Palma: Gabinete Técnico de CC.OO, 1996.
- La dona a la Mallorca contemporània. Palma: Edicions Documenta Balear, 1997. Amb Aina Serrano.
- La ciutat amuntegada : indústria del calçat, desenvolupament urbà i condicions de vida en la Palma contemporània, 1840-1940. Palma: Edicions Documenta Balear, 2001.
- El quefer ocult : el mercat de treball de la dona en la Mallorca contemporània, 1870-1940. Palma: Edicions Documenta Balear, 2001.